# جون ريتش (صحفي)
جون ريتش (بالإنجليزية: John Rich)‏ هو صحفي ومصور أمريكي، ولد في 5 أغسطس 1917، وتوفي في 9 أبريل 2014.